# Jordan (Montana)
Jordan – miasto w Stanach Zjednoczonych, w stanie Montana, siedziba administracyjna hrabstwa Garfield.